# Mariano Azuela
Mariano Azuela (Lagos de Moreno, Mexikó, 1873. január 1. – Mexikóváros, 1952. március 1.) mexikói író.
Epikus színezetű, eleinte újságban folytatásonként megjelenő művével „Los de abajo“ a mexikói "forradalmi regény" műfaj megalapítójaként tartották számon. Orvosként maga is részt vett a lázadók oldalán a mexikói forradalomban.

## Művei
- María Luisa (1907)
- Los fracasados (1908)
- Los triunfadores (1909)
- Mala yerba (1909)
- La rueda del aire (1908)
- Andrés Pérez, maderista (1911)
- Los de abajo (1915)
- Los caciques (1917)
- Las moscas (1918)
- Las tribulaciones de una familia decente (1918)
- La malhora (1923)
- El desquite (1925)
- La luciérnaga (1932)
- Sendas perdidas (1949)
- La maldición (1955, posztumusz)
- Esa sangre (1956, posztumusz)

## Magyarul
- Odalenn. Regény a mexikói forradalomról; ford. Pálóczi Horváth Lajos, utószó Hargitai György; Európa, Bp., 1965